# Cotoneaster acutifolius
Cotoneaster acutifolius là loài thực vật có hoa trong họ Hoa hồng. Loài này được Turcz. mô tả khoa học đầu tiên năm 1832.